# دونالد ینکو

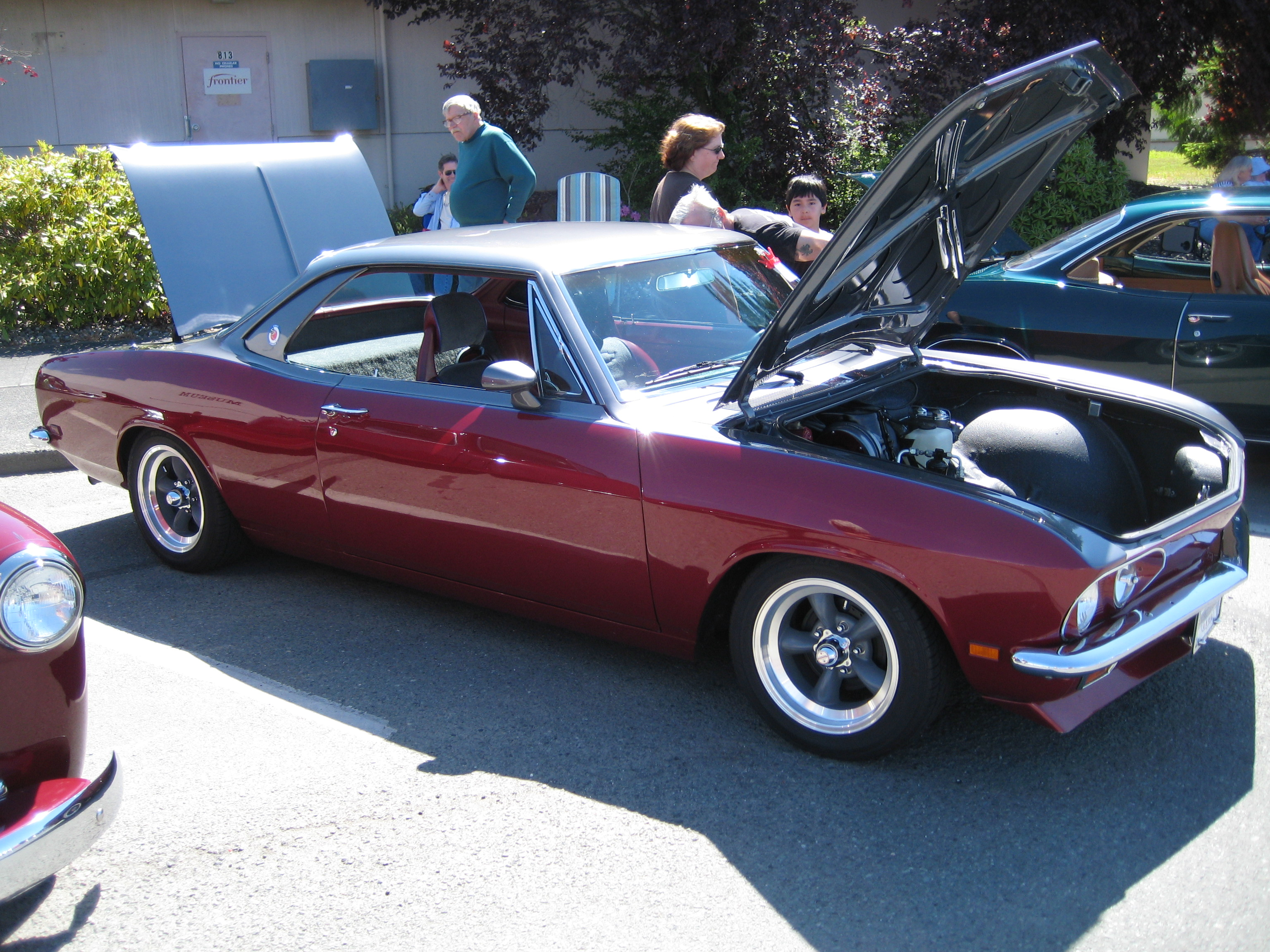
خودروی «ینکو استرینگر» از محصولات ینکو

دونالد ینکو (به انگلیسی: Donald Yenko) متولد ۱۹۲۷ میلادی راننده ماشینهای مسابقه ای آمریکایی و مالک نمایندگی ینکو شورولت  بود که بیشتر بخاطر خلق کاماروی ینکو شهرت یافت که مدلی از کاماروی ساخت شورولت، اما با عملکردی عالیتر بود.

## زندگی
دون در تاریخ ۲۷ مه ۱۹۲۷ از فرانک و مارتا ینکو در پنسیلوانیا به دنیا آمد. او از دبیرستان بنتلیول فارغ التحصیل شد و به دانشگاه ایالتی پنسیلوانیا رفت. سپس به عنوان یک هواشناس در نیروی هوایی ایالات متحده آمریکا خدمت کرد و زمانی که به خانه‌اش در کانونسبورگ  بازگشت پدرش فرانک، ینکو شورولت را گشوده بود.

## فعالیت

### دهه۱۹۶۰
ینکو شورولت واقع در کانونسبورگ، پنسیلوانیا، یکی از بزرگترین فروشگاههای ماشین اواخر دهه ۱۹۶۰ و اوایل دهه ۱۹۷۰ بود. در سال ۱۹۵۷، ینکو برای ماشینهای شورولت، نمایشگاه عملکرد دایر نمود. مشتریان میتوانستند قطعات دارای عملکرد عالی یا با کیفیت را یا سفارش دهند یا ماشین خود را به‌دست مکانیکهای ینکو بدهند تا آن‌ها را اصلاح نمایند. دون ینکو، پسر بنیان‌گذار نمایندگی مجاز فروش، در ابتدا، شورولت کورویر
مجهز و سفارشی را در طی سال‌های ۱۹۶۵ و ۱۹۶۷ به نام ینکو استینگر به فروش رسانید.
وقتی شورولت کامارو در سال ۱۹۶۷ در هیاهوی اتوموبیلهای دو در وارد عرصه شد .ینکو کار اصلاح کاماروهای SS را با جایگزینی و تعویض موتور L-78(قدرت: ۳۷۵ اسب بخار) اولیه با موتور شورولت کوروت L-72 (قدرت: ۴۲۵ اسب بخار ) آغاز نمود و محور عقبی و سیستم تعلیق را ارتقاء داد بدین شکل ینکو کامارو را خلق نمود. این ماشین بحدی محبوب شد که در سال‌های ۱۹۶۸ تا ۱۹۶۹، ینکو از سیستم سفارش تولید دفتر مرکزی شورولت (COPO) استفاده نمود . او همچنین خودروههای شورولت دیگر را نیز اصلاح نمود همچون شورولت چول  و شورولت نوا ، این کار را با متناسب سازی و تطبیق آن‌ها با موتورهای L-72 انجام داد.

### دهه ۱۹۷۰
دهه ۱۹۷۰ مصادف با کاهش خودروی عضلانی بود که ناشی از نرخ حق بیمه بالاتر و قوانین سخت گیرانه در ارتباط با انتشار گازهای گلخانه ای بود. ینکو با زیرکی بسیار و عرضه شورولت نوا در سال ۱۹۷۰ در طرحی منحصربه‌فرد بر این مشکل غلبه نمود. به‌جای قراردادن یک موتور بزرگ ۴۲۷ اینچ مکعبی، آن‌ها در این مدل ویژه، کارخانه جنرال موتورز را متقاعد ساختند تا موتوری کوچک اما پرقدرت با ( حجم: ۳۵۰ اینچ مکعب قدرت: ۳۶۰ اسب بخار) را قرار دهد که هم کاماروی جدید Z-28 و هم شورولت کوروت LT-1 دارای آن بودند. به‌علاوه، ینکو دوس جدید همانطور که شناخته شده بود، دارای سیستم تعلیق وسیعتر، جعبه دنده ای با قدرت انتقال بالاتر و محور عقبی ارتقاء یافته تری بود و دارای نوارها، علامات و نشانهای زنده و پرنشاط و برچسبهای داخلی متنوعی بود. مدتی بعد در همان دهه، ینکو شروع به اصلاح قسمتهایی در شورولت وگا همچون منحرف‌کننده هوا(اسپویلر)، توربوشارژر و طرحهای گرافیکی نمود. به‌علت وجود مشکلات با گواهینامه آژانس حفاظت محیط زیست ایالات متحده آمریکا، او فقط شورولت وگا اصلاح شده را بدون توربوشارژر بفروش رسانید. در عوض، توربوشارژر در نمایندگی مجاز فروش ینکو، به‌طور جداگانه، بفروش می رسید. در سال ۱۹۷۲، ینکو فروش ماشینهای اصلاح شده را متوقف ساخت و شروع به انتشار کاتالوگ عملکرد قطعات از اصلاحات تزئینی تا اصلاحات موتور نمود. یکی از این محصولات قابل توجه، موتور ZL-1(قدرت:۴۳۰ اسب بخار ) بود که او آن‌ها را تحت اجازه از طرف شورولت تولید نمود.
| اطلاعات موتور | اطلاعات موتور      | اطلاعات موتور      |
| ------------- | ------------------ | ------------------ |
| کد L-78       | حجم: ۳۹۶ اینچ مکعب | قدرت: ۳۷۵ اسب بخار |
| کد L-72       | حجم: ۴۲۷ اینچ مکعب | قدرت: ۴۲۵ اسب بخار |
| کد ZL-1       | حجم: ۴۲۷ اینچ مکعب | قدرت: ۴۳۰ اسب بخار |

### دهه ۱۹۸۰
در سال ۱۹۸۱، ینکو آخرین اصلاحات خود را بعمل آورد، با نام کامارو توربو (ز). او یک توربوشارژر را به موتور ۳۵۰ اینچ مکعبی اضافه نمود. و در نهایت دون ینکو نمایندگی مجاز فروش ینکو شورولت را در سال ۱۹۸۲ بفروش رساند که از سال ۱۹۳۴ تحت مالکیت این خانواده بود.

## مرگ
ینکو، همراه با سه مسافر خود در یک سفر کاری، ۵ مارس ۱۹۸۷ درحالی‌که هواپیمای سسنا ۲۱۰ خود را در زمینی در نزدیکی چارلستون، غرب ویرجینیا هدایت میکرد فوت نمود. فرود در شرایط سخت باعث گردید هواپیما به هوا بجهد و ینکو کنترل آن را از دست بدهد؛ سپس هواپیما با تپه ای خاکی برخورد نمود و به قعر دره ای تنگ و عمیق سقوط کرد و در هم شکست.

## یادبود
در ۱۴ اکتبر ۲۰۰۹، شرکت سرمایه بازاریابی کل مالکیت نشان تجاری ینکو و دستگاهها و کارخانجات آن را برای احیای مجدد این نشان تجاری در نمایشگاه سیما اعلام نمود و از نمونه کاماروی ینکوی ۲۰۱۰ پرده برداری کرد.